# Motor d'aviació

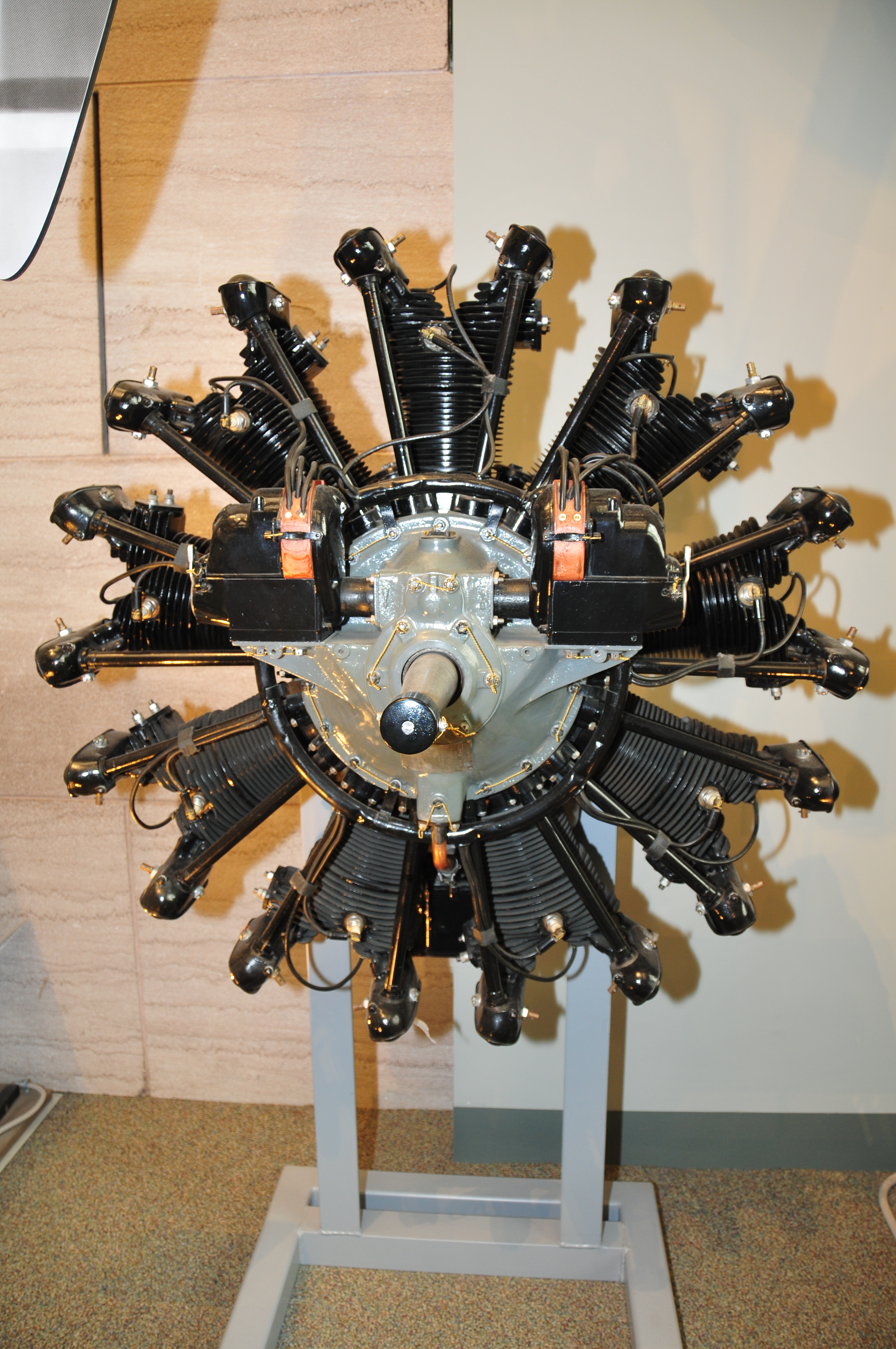
Un dels primers radials i un dels més famosos, el Wright Whirlwind J-5, que va equipar entre altres al Spirit of Saint Louis.

Un motor aeronàutic o motor d'aviació és aquell que s'utilitza per a la propulsió d'aeronaus mitjançant la generació d'una força d'empenyiment.
Existeixen diferents tipus de motors d'aviació, encara que es divideixen en dues classes bàsiques: motors recíprocs —o de pistó— i de turbina de gas. Recentment i gràcies al desenvolupament de la NASA i altres entitats, s'ha començat també la producció de motors elèctrics per a aeronaus que funcionin amb energia solar fotovoltaica.

## Evolució
Tot i diversos intents d'emprar propulsió manual, motors de vapor i altres enginys van ser els motors de gasolina els que permetre el desenvolupament d'aeronaus autopropulsades més pesants que l'aire. Gràcies al cicle d'Otto va inventar el motor de combustió interna, que seria aplicat a la incipient aeronàutica de finals del segle xix. Aquests motors, refredats per aigua, generaven potència per mitjà d'una hèlix. L'hèlix, a causa de les seves pales guerxes, propulsava la massa d'aire circumdant, arrossegant al aeroplà cap endavant, produint el vol. El 1903, els germans Wright van aconseguir realitzar el somni gairebé impossible de fer volar un artefacte més dens que l'aire.
Els motors es van perfeccionar amb el temps, aconseguint aprofitar la seva potència per després ser muntats en els primers avions de transport i militars, com els de la Primera Guerra Mundial.
Dels descobriments en la física i la mecànica de fluids, es va prendre el principi de Bernoulli, teorema en el qual es fundarien les bases per a la invenció dels coets bèl·lics i dels motors de reacció, el principi de la qual es basa en lleis físiques com el principi d'acció i reacció. Entre els anys 1940 i 1942 es van crear els primers motors de reacció a ser utilitzats en els avions de combat en la Segona Guerra Mundial.
Més tard, vindria el gran canvi als motors de reacció, que en un inici van ser motors Straight Jet, és a dir, de flux d'aire directe, (no posseïen fan) i van desplaçar per complet a la fi dels anys 50 el desenvolupament de grans avions amb motor a pistó per avions de reacció amb gran autonomia i velocitat.
La indústria del motor d'aviació ha donat un gran salt tecnològic; avui es fan servir els motors turbofán en avions comercials. Per als avions de combat s'ha millorat el seu rendiment, amb motors turboventilador de baixa derivació i postcombustió (postcremador), augmentant l'empenyiment dels motors durant situacions específiques mitjançant la aspersió de combustible a l'aire calent entre la turbina i la tovera de fuita.
En l'aviació moderna es fan servir bàsicament dos tipus de motors, els de turboventilador i els de turbohèlix. Si bé, en l'aeronàutica també s'utilitzen motors amb combustibles sòlids, els muntats en avions, tant comercials com a militars solen cremar combustibles líquids.
En l'aviació civil, dins de la categoria d'aviació general que abasta avions que no superen certes dimensions o configuracions de potència, són usuals els motors de combustió interna que no es basen en el principi de les turbines de gas sinó en el moviment alternatiu de pistons, que han tingut una evolució relativament lenta des que el motor a pistó va perdre el seu protagonisme com a sistema propulsor principal de tota classe d'avions al començament de la dècada de 1960.
En la categoria d'aviació privada i de negocis conviuen avions propulsats per turbohèlice i turboventilador, que no arriben a les dimensions dels avions comercials (amb excepcions com el Boeing BBJ) i se situen com a intermedi entre l'aviació general i la de grans avions de passatgers; en aquesta categoria es projecten motors turboventilador cada vegada més compactes que permetin millorar el rendiment aerodinàmic i l'eficiència de combustible (per augmentar la velocitat i autonomia) mentre que els turbohèlice s'han diversificat en innombrables solucions d'avions utilitaris i fins i tot d'entrenament militar (per ex. monomotores de Embraer i Pilatus)
Molts dels primers avions turbohèlice d'aviació general van néixer com un salt natural en substituir el motor a pistó pel motor de reacció, així que no és estrany que existeixin mètodes de conversió o que companyies com Cessna i Piper hagin ofert models amb aquesta evolució. Tot i això aquest canvi o augment en les seves prestacions representa també un augment en el cost operatiu i ús de combustible. De fet diversos d'aquest dissenys desenvolupats amb turbohèlice per a aviació general des de mitjans de la dècada de 1970 fins a mitjan 1980 van desaparèixer ràpidament. En aplicacions comercials amb avions més grossos el menor cost operatiu d'un turbohèlice enfront d'un turboventilador ha permès la florida d'avions utilitaris, com ara elBeechcraft King Air, i d'altres de mitja grandària com el Lockheed C-130 Hercules i d'avions de transport de passatgers regionals. Aquests són competitius en vols curts i de connexió a baix cost cobert tant per a regionals turbohèlice com l'ATR-72 o el Bombardier Q com per a reactors lleugers, alguns d'ells derivats de l'aviació privada, amb motors turboventilador més potents i dissenyats per a una capacitat de transport i velocitat més elevades.

## Motors de combustió interna
L'aviació com la coneixem va començar gràcies a la propulsió d'aeronaus mitjançant motors de cilindres i pistons, també anomenats motors alternatius o motors recíprocs. Malgrat que existien altres mètodes i formes de propulsió, els motors de combustió interna van permetre una propulsió de treball constant, operats principalment per gasolina. A causa de la rudimentària tecnologia de finals del Segle XIX, pot atribuir-se en part al desenvolupament dels motors el que al començament del Segle XX el vol autopropulsat fos possible. Per exemple, el motor que va usar el Flyer III dels germans Wright fet amb l'ajut del mecànic Charles Taylor, va ser un gran èxit a causa de la seva excel·lent relació peso a potència, pesava 82 kg i produïa una potència d'uns 12 CV a 1.025 RPM. Existeixen múltiples configuracions dels motors de combustió interna:

### Motor en línia

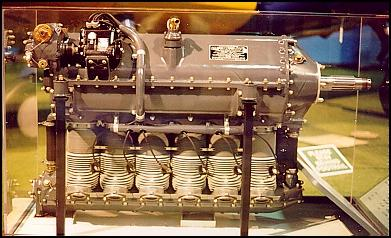
Ranger L-440, motor en línia invertit de sis cilindres refrigerat per aire, usat en el Fairchild PT-19.

Aquest tipus de motor té els cilindres alineats en una sola fila. Normalment tenen una quantitat parell de cilindres, però existeixen casos de motors en línia amb cilindres imparells; això es deu al fet que el balanç de potència produït és més fàcil d'equilibrar-se amb una quantitat parell al llarg del cigonyal. El principal avantatge d'un motor en línia és que permet que l'avió pugui ser dissenyat amb una àrea frontal reduïda que ofereix menor resistència aerodinàmica. Si el cigonyal del motor està situat damunt dels cilindres se li flama un motor en línia invertit, aquesta configuració permet que l'hèlix sigui muntada en una posició més alta, a una distància més llarga del sòl, permetent un tren d'aterratge curt. Una dels desavantatges d'un motor en línia és que ofereix una relació potencia a pes inferior, a causa que el càrter i el cigonyal són llargs i, per tant, més pesats. Aquests poden ser refrigerats per aire o per líquid, però el més comú és que siguin refrigerats per líquid perquè resulta difícil obtenir un flux d'aire suficient per refrigerar directament els cilindres de la part posterior. Aquest tipus de motors eren habituals en els primers avions, inclòs el Wright Flyer, la primera aeronau a realitzar un vol controlat amb motor. No obstant això, els desavantatges inherents del disseny ràpid es van fer evidents, i el disseny en línia va ser abandonat a favor del motor en V, sent una raresa en l'aviació moderna.

### Motor rotatiu

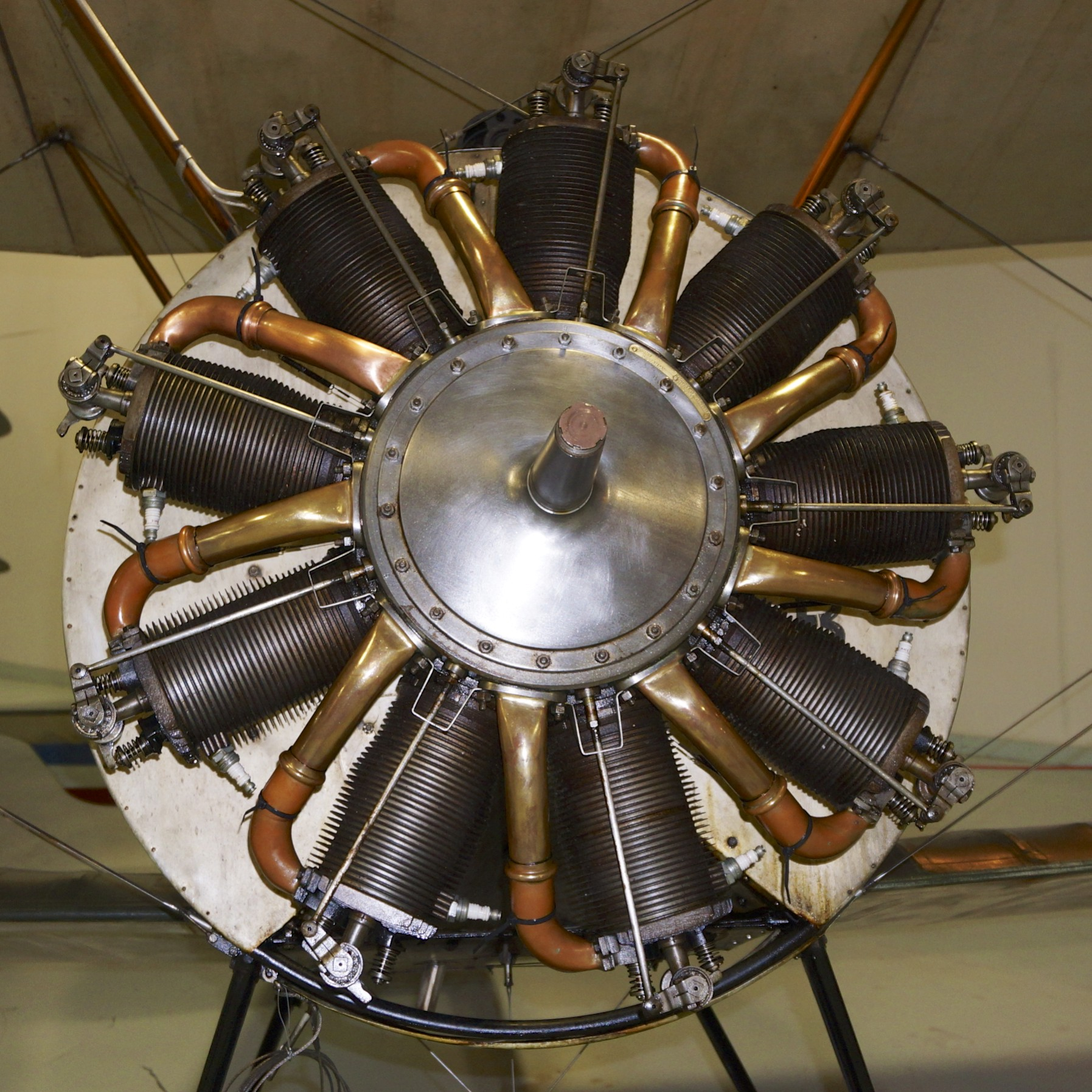
Motor rotatiu Le Rhône 9C.

A principis de la Primera Guerra Mundial, quan els avions començaven a utilitzar-se amb finalitats militars, es va fer evident que els motors en línia existents eren massa pesants per a la quantitat de potència que oferien. Els dissenyadors d'avions necessitaven un motor que fos lleuger, potent, barat i fàcil de produir en grans quantitats, el motor rotatiu va complir aquests objectius. Els motors rotatius tenen tots els cilindres distribuïts circularment entorn del càrter, com el posterior motor radial, però amb el cigonyal fix a l'estructura de l'avió i l'hèlix és solidària a la carcassa del motor. D'aquesta manera el motor sencer gira conjuntament amb l'hèlix, proporcionant un gran flux d'aire per a la refrigeració, independentment de la velocitat d'avanç de l'aeronau. Un dels seus principals desavantatges eren els severs efectes giroscòpics del motor girant a altes velocitats, els quals feien l'avió més difícil de pilotar. Aquests motors també consumien grans quantitats d'oli de ricí, que es propagava per tot el fuselatge i creava fums tòxics per als pilots. Eren motors molt poc fiables, a causa que funcionaven a màxima potència tot el temps sense que pogués controlar-se el pas de gasolina i és que només es podien encendre o apagar. Els seus components interns sovint no resistien gaires hores d'ús. La causa principal era el sobrecalfament del motor per sobre de 350 °C, temperatura a la qual diversos components començaven a fondre's, provocant perforacions i fugues d'oli inflamable. Això podia resultar en un incendi de l'aeronau, un fet que va causar múltiples incidents mortals durant la Primera Guerra Mundial, època en la qual no es comptava amb paracaigudes o vestits ignífugs. Els dissenyadors de motors sempre havien estat conscients de les diverses limitacions dels motors rotatius. Quan els motors amb configuració lineal van esdevenir més fiables i lleugers van recuperar l'hegemonia com a motors d'aviació.

### Motor en V

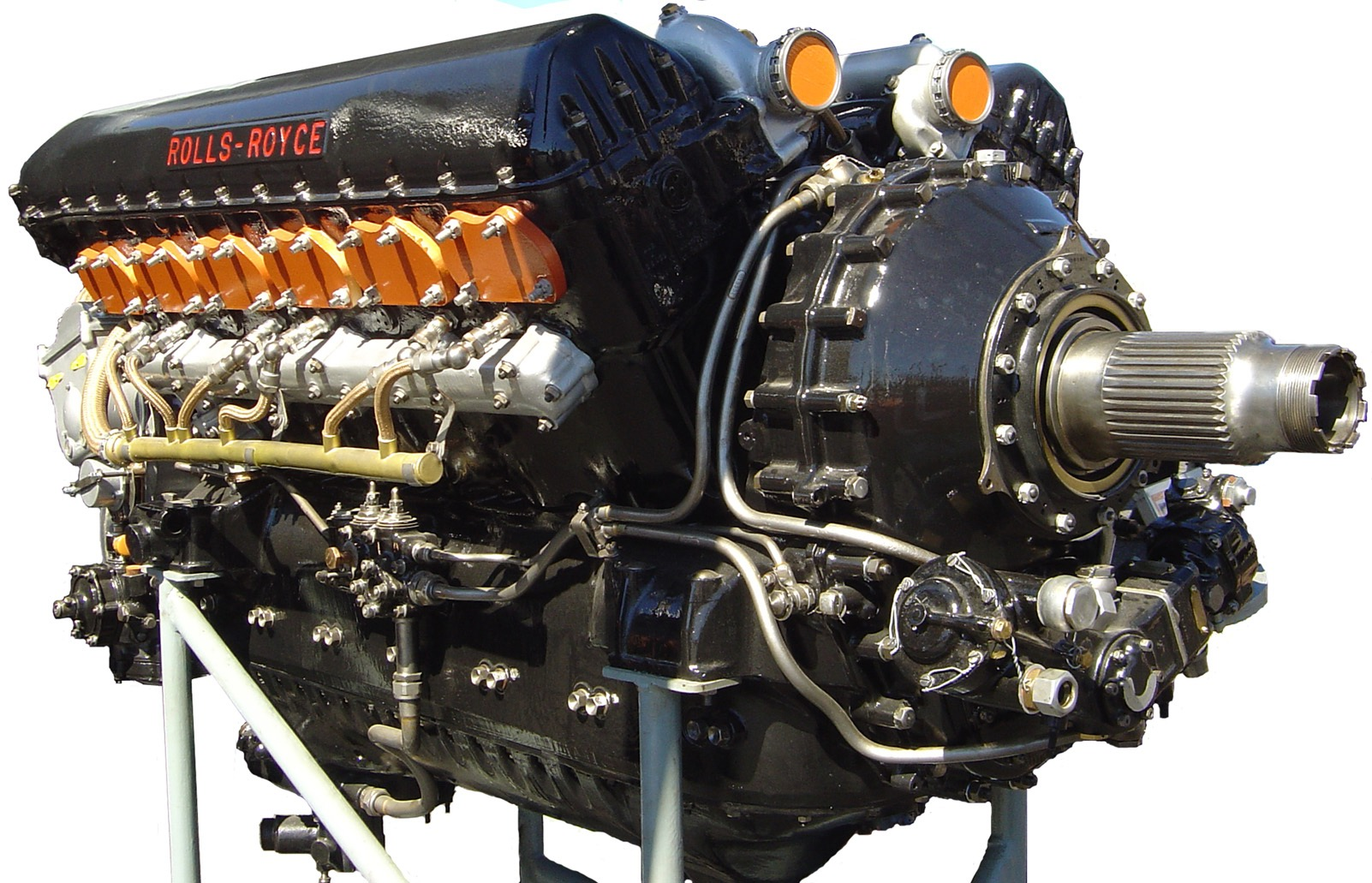
Rolls-Royce Merlin, un motor en configuració V12 refrigerat per líquid.

En aquest tipus de motors els cilindres estan disposats en dues bancades, inclinades amb una diferència d'entre 30 i 60 graus, és a dir, en forma de V. La gran majoria de motors en V són refredats amb aigua. Aquests ofereix una relació potencia a pes major que un motor en línia, mentre que segueixen mantenint una àrea frontal reduïda. Potser el més famós exemple d'aquest tipus de motors sigui el llegendari Rolls-Royce Merlin, un motor V12 60º de 27 litres usat, entre d'altres, en els caces britànics Supermarine Spitfire i Hawker Hurricane, que van jugar un important paper en la batalla d'Anglaterra, i en el reeixit bombarder també britànic Avro Lancaster. La Sèrie DB 600 de Daimler-Benz també és un bon exemple de motors V12, en aquest cas que equipaven molts avions alemanys de la Segona Guerra Mundial.

### Motor radial
El motor radial o en estel va aparèixer cap a 1925. Aquest tipus de motors tenen una o més files de cilindres distribuïts circularment entorn del cigonyal. Cada fila té un nombre imparell de cilindres perquè el motor tingui un bon funcionament. De quatre temps i refrigerats per aire, els motors radials només tenen un colze al cigonyal per cada fila de cilindres i per punt un càrter relativament petit (de vegades separat), oferint una bona relació potencia a pes. A causa que la disposició dels cilindres exposa molt bé les superfícies d'irradiació de calor del motor a l'aire i tendeix a cancel·lar les forces recíproques, els radials solen refredar de forma uniforme i durable.
El gran salt d'aquests motors va ser permetre major potència amb menys pes, major fiabilitat que els motors rotatius i a diferència d'aquests tenien un bloc fix; tenen menor complexitat del conjunt en comparació als motors en línia o en V, ja que no necessiten del sistema de refrigeració per líquid i els seus components, a més d'estar dissenyats per poder ser assemblats amb la menor quantitat de peces possible.
En els avions militars desenvolupats durant la Segona Guerra Mundial, la gran àrea frontal que caracteritza a aquest tipus de motors va actuar com una capa extra de blindatge per al pilot i podien funcionar encara amb diversos cilindres danyats o bieles trencades, augmentant les possibilitats de sobreviure o de volar de retorn i fora de perill. No obstant això, aquesta gran àrea plana frontal també fa que l'avió tingui un perfil aerodinàmic ineficient. Un altre inconvenient és que els cilindres inferiors, que estan sota el càrter, poden omplir-se d'oli quan el motor està parat durant un llarg període, i si l'oli no és retirat dels cilindres abans d'arrencar el motor, es poden produir greus danys en els components per bloqueig hidroestàtic.
Aquests motors es van produir fins a començaments de la dècada de 1960, quan van ser desplaçats definitivament per un altre tipus de motors.

### Motor de cilindres oposats

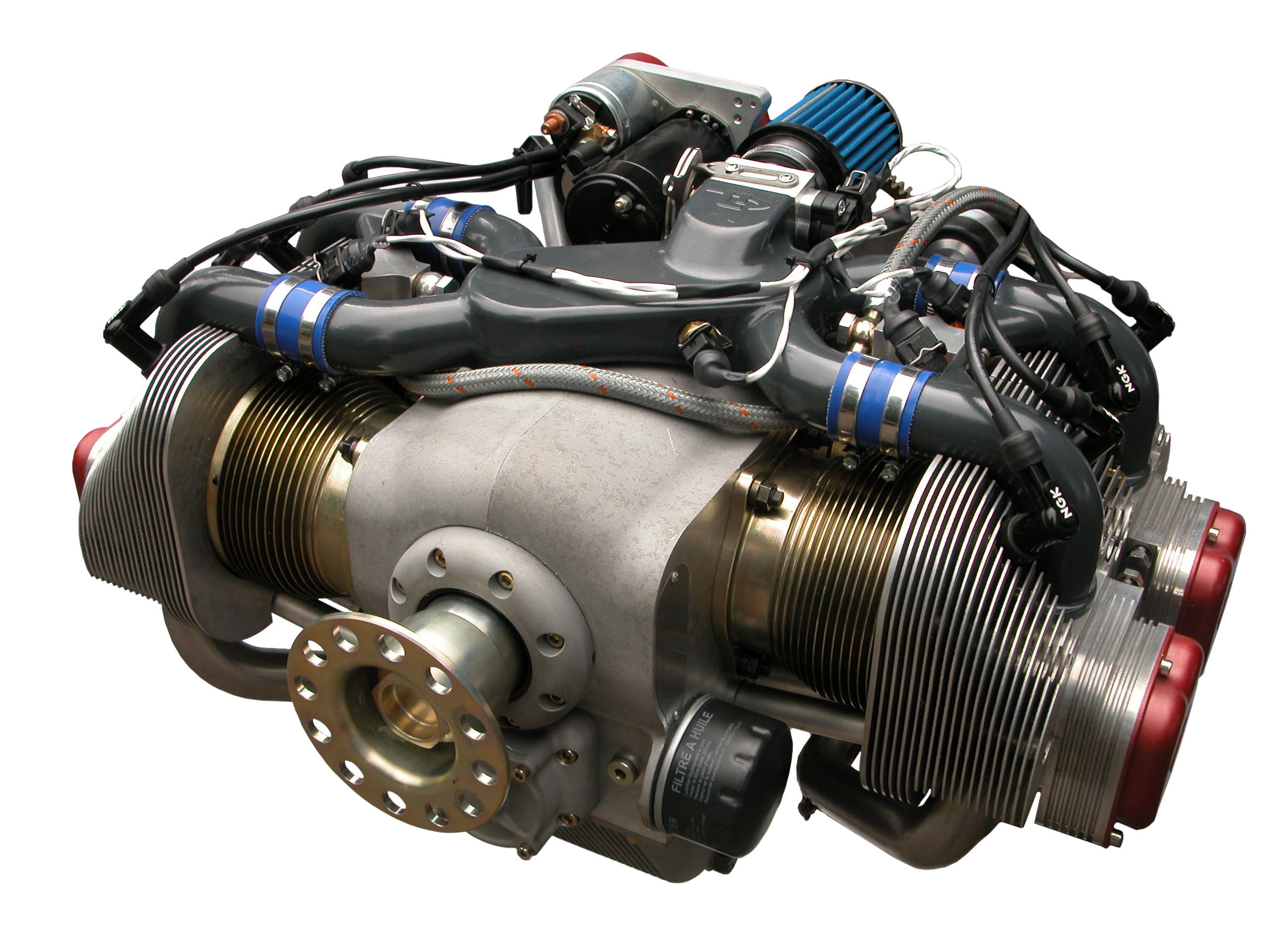
ULPower UL260i, un motor de cilindres horitzontalment oposats refrigerat per aire.

Un motor en oposició té dues bancades de cilindres situades en els costats del càrter una en contraposició de l'altra. Pot ser refrigerat per aire o per líquid, però les refrigerades per aire són les predominants. Aquest tipus de motor és muntat amb el cigonyal en posició horitzontal en aeroplans, però pot ser muntat amb el cigonyal en vertical en helicòpters. A causa de la disposició dels cilindres, les forces recíproques tendeixen a cancel·lar-se, resultant en un bon funcionament del motor en una geometria relativament compacta. A diferència del motor radial, no pateix cap problema de bloqueig hidroestàtic.
Relativament petits, lleugers i econòmics, els motors de quatre o sis cilindres oposats refrigerats per aire són des de lluny els motors més comunament usats en petites aeronaus d'aviació general que requereixen una potència no superior a 400 cv (300 kW) per motor. Les aeronaus que necessiten una potència superior en cada motor tendeixen a ser propulsats per motors de turbina.

#### Diferències entre motors amb cilindres en oposició
Punt els motors horitzontalment oposats, com el sistema Boxer i la V amb obertura de 180°, són tres sistemes diferents de motors amb cilindres en oposició. Ocasionalment es confon el terme motors amb cilindres en oposició amb una de les seves variants, el motor de disposició Boxer usat principalment en automòbils Porsche.
- En la disposició Boxer, els pistons que estan enfrontant-se (dues o tres bancades de cilindres amb parells que s'oposen entorn del cigonyal) s'acosten i s'allunyen del cigonyal al mateix temps que el seu oposat, ja que les bieles comparteixen un mateix monyó perpendicular.
- Una altra forma de motor amb cilindres en oposició és la V de 180°, en la qual els cilindres confrontats comparteixen la mateixa posició en el monyó del cigonyal (com ocorre amb els motors en V de 45, 60, 75 o 90° d'obertura) i la configuració de l'ordre d'encès es distribueix entre les diferents bancades. Així en una bancada de cilindres que s'oposen, mentre un pistó s'acosta al cigonyal l'altre s'allunya.
- En els motors amb cilindres horitzontalment oposats (els que s'usen comunament en aviació), l'ordre d'encès s'ha distribuït de forma tal que els pistons en oposició no comparteixen la mateixa posició en el cigonyal i tots estan a destemps: en el motor Boxer els pistons s'allunyen i acosten al temps del cigonyal, i en la V de 180° els pistons confrontats s'allunyen a mesura que l'altre s'acosta al cigonyal.

## Motors de reacció
Els motors de reacció més habituals són els motors de turbina i el coet. Encara que també es van fer servir de forma menys habitual un altre tipus de motors de reacció com el Pulsoreactor (desenvolupat a Alemanya durant la Segona Guerra Mundial per impulsar les bombes guiades V1), el estatoreactor (ramjet), el estatoreactor de combustió supersònica (scramjet) o el motor de detonació per polsos.

### Motors de turbina
Aquest tipus de motors usen una turbina de gas per produir potència al llarg de la seva estructura, sigui per augmentar la potència del flux que passa a través d'ells que per aprofitar la seva derivació de potència per moure un mecanisme (eix).
El funcionament d'aquests motors és relativament més simple que el dels motors recíprocs, no obstant això les tècniques de fabricació, components i materials són molt més complexos, ja que estan exposats a elevades temperatures i condicions d'operació molt diferents quant a altitud, rendiment, velocitat interna dels mecanismes i durabilitat de les peces.

#### Turboreactor
Un turboreactor és un tipus de motor de turbina de gas desenvolupat originalment per a avions de combat durant la Segona Guerra Mundial en els quals una turbina de gas augmenta el flux d'aire que, en ser expel·lit per una tovera de fuita amb major potència i temperatura, aporten la major part de l'empenyiment del motor, impulsant l'aeronau cap endavant.
El turboreactor és el més bàsic de tots els motors de turbina de gas per a aviació en termes constructius. Generalment es divideix en zones de components principals que van al llarg del motor, des de l'entrada fins a la sortida de l'aire: a la zona d'admissió (part davantera) hi ha un compressor que pren l'aire i ho comprimeix, una secció de combustió injecta i crema el combustible barrejat amb l'aire comprimit, a continuació una o més turbines obtenen potència de l'expansió dels gasos de fuita per moure el compressor d'admissió, i al final una tovera de fuita accelera els gasos de fuita per la part posterior del motor per crear l'empenyiment. Entre els dissenys de turboreactors es distingeixen dos grans grups: els de compressor centrífug i els de compressor axial.
Al moment que van ser introduïts els turboreactors, la velocitat màxima d'un caça equipat amb aquest tipus de motors era almenys 160 km/h més veloç que un amb motor de pistons. El cèlebre Messerschmitt Me 262 va ser el primer avió no experimental i de producció a ser propulsat per turboreactors. La relativa simplicitat de disseny dels turboreactors es prestava per a la producció en temps de guerra, però la Segona Guerra Mundial va finalitzar abans que els turboreactors poguessin ser produïts en massa. El model més avançat desenvolupat durant la guerra va ser el Heinkel HeS 011 però no va arribar a temps per entrar en servei.
En els anys posteriors a la guerra, gradualment es van anar evidenciant els inconvenients dels turboreactors. Per sota d'una velocitat entorn del Mach 2, els turboreactors són molt ineficients quant a consum de combustible i produeixen una enorme quantitat de soroll. A més els primers dissenys tenien una resposta molt lenta als canvis de potència, un fet que va provocar la mort a molts pilots experimentats quan van intentar la transició als reactors. Aquests inconvenients finalment van conduir a la caiguda del turboreactor pur, quedant només un grapat de models en producció i donant pas als turboreactors de doble flux coneguts com a turbofán o turboventiladors. L'últim avió comercial propulsat amb turboreactors va ser l'avió supersònic Concorde, que amb la seva velocitat superior a Mach 2 permetia que els motors aconseguissin una alta eficiència.

#### Turbohèlix
Aquests motors no basen el seu cicle operatiu en la producció de l'empenyiment directament del doll de gasos que circula a través de la turbina, sinó que la potència que produeixen es emplea íntegrament per moure una hèlix, i és aquesta la que genera la tracció per propulsar l'aeronau. A causa que l'òptim funcionament de les turbines de gas es produeix a altes velocitats de gir —superiors a 10.000 RPM—, els turbohèlix disposen d'una caixa d'engranatges per reduir la velocitat de l'eix i permetre que l'hèlix giri a velocitats adequades de funcionament i impedir que les puntes de les seves pales aconsegueixin velocitat supersònica. Sovint la turbina que mou l'hèlix està separada de la resta de components rotatius perquè siguin lliures de girar a la seva òptima velocitat pròpia (es coneixen com a motors de turbina lliure). Els turbohèlice són molt eficients quan operen dins del rang de velocitats de creuer per les quals van ser dissenyats, que en general va des dels 320 als 640 km/h. Igual que en la majoria de motors recíprocs que propulsen avions amb hèlix, els motors compten amb governadors mecànics que mantenen fixa la velocitat de l'hèlix en regular el pas de les seves pales (hèlix de velocitat constant i pas variable). La potència dels motors turbohèlice, igual que els turboeix, es mesura per la seva potència en eix, en anglès: shaft horsepower (SHP), normalment en cavalls de potència o kilowatts; a vegades la potència en SHP es tradueix com "turbo-cavalls".

#### Turboeix
Un motor turboeix és un motor de turbina de gas que lliura la seva potència a través d'un eix. Aquests motors són utilitzats principalment en helicòpters i en unitats d'energia auxiliar. El turboeix és molt similar al turbohèlice, amb una diferència clau: en el turbohèlice l'hèlix està connectada directament al motor, i el motor està fixat a l'estructura de l'aeronau; en un turboeix el motor no ha d'oferir un suport físic directe als rotors de l'helicòpter, ja que el rotor està connectat a una transmissió fixada a l'estructura i el turboeix simplement transmet la potència mitjançant un eix de transmissió. Alguns veuen aquesta distinció poc rellevant, de fet, en alguns casos les companyies fabricadores de motors produeixen turbohèlices i turboeixos basats en el mateix disseny (com el motor Pratt & Whitney Canada PT-6 amb variant A per a avions i B i C per a helicòpters o altres aplicacions motrius i industrials).
En el motor turboventilador (turboventilador) els gasos generats per la turbina són empleats majoritàriament a accionar un ventilador (fan) constituït per àleps i situat en la part frontal del sistema que produeix la major part de l'empenyiment, deixant per al doll de gasos de fuita només una part del treball (aproximadament el 30%).
Aquests motors van començar a usar el sistema de flux axial, que manté el corrent d'aire comprimit pressionada cap a l'eix de la turbina, per la qual cosa l'aire surt propulsat amb major velocitat i amb menys tendència a dissipar-se del corrent de sortida. Això incrementa notablement l'eficiència.
Un altre gran avanç del turboventilador va ser la introducció del sistema de doble flux en el qual, el ventilador frontal és molt més gran, ja que permet que un corrent d'aire circuli a alta velocitat per les parets externes del motor, sense ser comprimit o escalfat pels components interns. Això permet que aquest aire es mantingui fred i avanç a una velocitat relativament igual a l'aire calent de l'interior, fent que quan els dos fluxos es trobin en la tovera de fuita, formin un torrent que amplifica la magnitud del flux de sortida i alhora ho converteix en un flux més estret, augmentant la velocitat total de l'aire de sortida i també reduint les emissions de soroll. Aquest tipus de motor té un gran lliurament d'empenyiment, permetent el desenvolupament d'avions amb capacitat de càrrega i transport de passatgers molt més gran, i al nivell que coneixem en l'actualitat. És el motor utilitzat per la majoria dels avions de reacció moderns pel seu elevat rendiment i relativa economia de combustible respecte a un Turbojet.
Normalment són motors de dos eixos, un per a la turbina de gas i un altre per al ventilador. No obstant això Rolls Royce plc produeix motors turboventilador de tres eixos, que corresponen als models de la sèrie Trent.

### Coet
Pocs avions van utilitzar motors coet com a principal mitjà de propulsió. L'únic avió coet pur produït en sèrie va ser el interceptor alemany de la Segona Guerra Mundial Messerschmitt Me 163, propulsat pel motor coet Walter HWK 109-509 de combustible líquid bipropel·lent, que a causa de la curta durada del seu combustible havia de tornar a terra planejant. Com a avions coet experimentals destaquen el Bell X-1 (primer avió a superar la barrera del so pilotat per Chuck I. Yeager) i el North American X-15.
Els motors coet ofereixen gran empenyiment però escassa autonomia i no són usats com a propulsors d'avions perquè la seva eficiència és bastant pobra, excepte a altes velocitats. Es va provar la propulsió mixta amb un altre tipus de motors en els anys 1950, especialment en l'àmbit militar, però quan va millorar la fiabilitat i va augmentar la potència específica dels motors de reacció, la idea es va abandonar. L'única implementació operacional de propulsió mixta, i que de fet se segueix utilitzant, va anar l'enlairament assistit per coets (ESTONA), un sistema utilitzat en avions pesats de transport militar per desenganxar en distàncies extremadament curtes, experimentat també en la fase de disseny i prova del Boeing 727.

## Altres motors alternatius
Com en altres mitjans de transport s'estan investigant i implementant mesures per tal de reduir el consum de combustible, reduint al seu torn costos i emissions contaminants. A més de les millores en materials i electrònica també s'estudien motors alternatius als utilitzats majoritàriament en els avions fins a l'actualitat.
Una de les opcions que s'han desenvolupat per a avions lleugers és l'ús de motors dièsel modificats en comptes dels clàssics de gasolina. El motor dièsel ofereixen alguns avantatges com un menor consum, menys emissions de contaminants, major parell motor a baixes revolucions i facilitats en el seu manteniment. En concret el seu manteniment i reparació que involucra menys components (principalment passadors de pistó, anelles i bomba d'injecció) i la seva durabilitat és molt major. De fet compten amb un temps entre revisions majors o TBO (de l'acrònim en anglès Time between overhauls) notablement major que motors equivalents a gasolina fent que operar avions amb motors recíprocs es converteixi en una activitat menys costosa per als propietaris i operadors. Com a desavantatges són més pesants, complexos i cars que motors a gasolina de potència semblant.
La NASA i diverses companyies també estan desenvolupat motors elèctrics per al seu ús en la propulsió d'aeronaus.